# Clarence Childs
Clarence Chester Childs (Wooster, 24 luglio 1883 – Washington, 16 settembre 1960) è stato un martellista statunitense.

## Palmarès
| Anno | Manifestazione  | Sede      | Evento              | Risultato | Prestazione | Note |
| ---- | --------------- | --------- | ------------------- | --------- | ----------- | ---- |
| 1912 | Giochi olimpici | Stoccolma | Lancio del martello | Bronzo    | 48,17 m     |      |